# Z Electric Vehicle

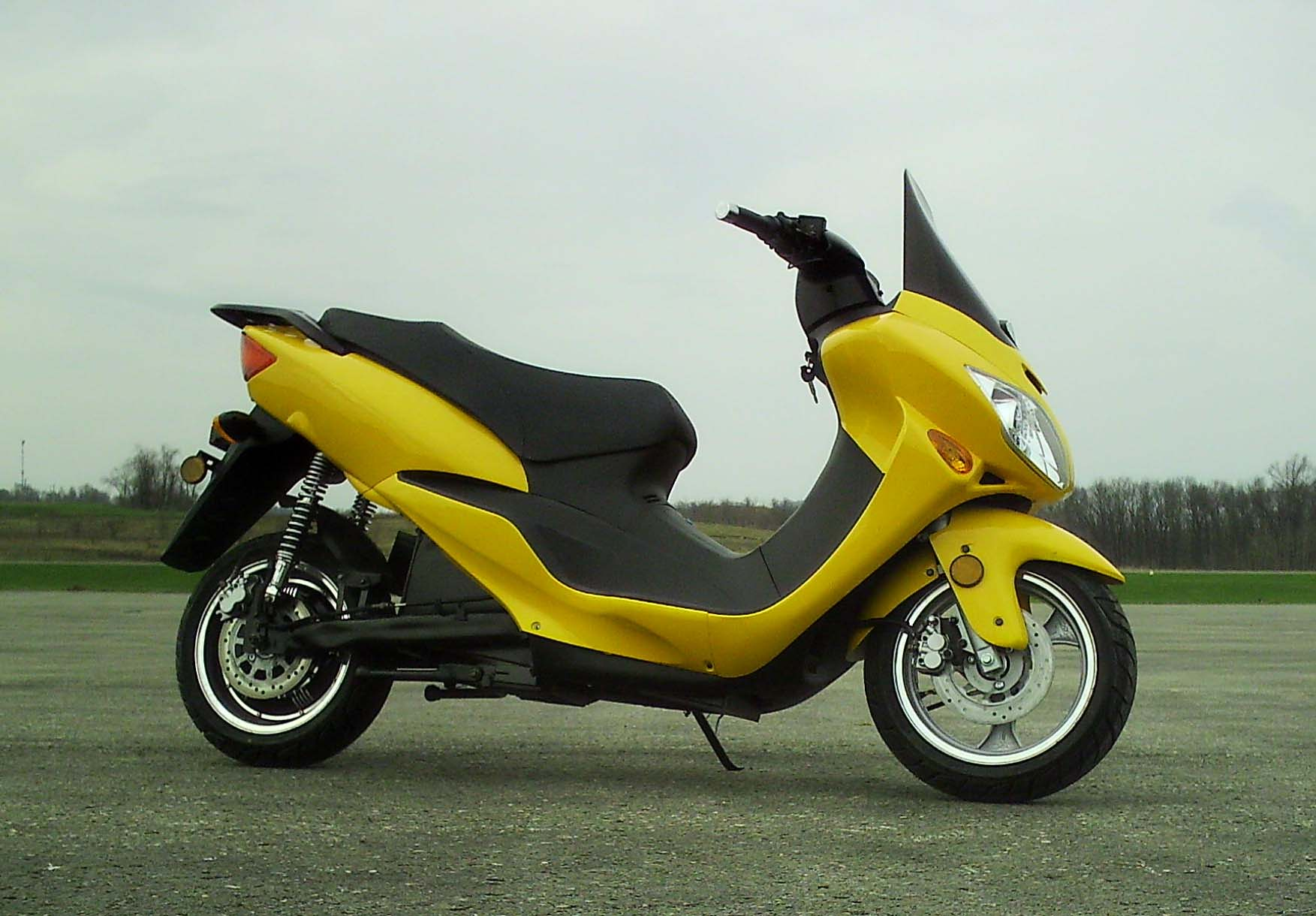
ZEV 7000.

Z Electric Vehicle Corporation (ZEV) (ZEV) es una empresa fabricante y distribuidora de propiedad y tenencia estadounidense, dedicada a las motocicletas eléctricas, que está basada en Morgantown, Virginia Occidental, con instalaciones de prueba en Waynesboro, Pensilvania. Sus vehículos se esamblan tanto en EE.UU., como en China y dispone de tiendas en EE.UU., Australia y Vietnam. ZEV afirma que sus motocicletas son las más potentes, más rápidas, y con la gama más extensa del Mundo.